# Francis Herron
Francis Jay Herron (ur. 17 lutego 1837, zm. 8 stycznia 1902) – wojskowy amerykański, generał armii Unii podczas wojny secesyjnej.
Za męstwo wykazane podczas bitwy pod Pea Ridge, gdzie dowodził w randze podporucznika, został uhonorowany Medalem Honoru, najwyższym odznaczeniem wojskowym w Stanach Zjednoczonych.